# Yang Hyun-suk
Yang Hyun-suk (hangeul : 양현석) est un chanteur sud-coréen né le 9 janvier 1970, à Séoul. Il s'est fait connaître comme membre du groupe Seo Taiji and Boys. Après la séparation du groupe, il a créé une maison de disques, YG Entertainment.

## Carrière

### YG Entertainment
En 1996, Hyun-Suk fonda avec son frère cadet Yong Min-Suk la maison de disque YG Entertainment (nom inspiré de son surnom "Yang Goon") dont il est actuellement directeur et sorti son premier album solo (qui présenta notamment une chanson composée par Seo Taiji, ce fut d'ailleurs leur première collaboration depuis l'éclatement du groupe Seo Taiji and Boys). Ce label a produit depuis 1996 de nombreux artistes de K-Pop et tout particulièrement Jinusean, 1TYM, Se7en, Gummy, Big Bang, 2NE1 et plus récemment, Epik High, Tablo, Lee Hi, Akdong Musician, Winner, Ikon, Blackpink,  Treasure etc.
Il démissionne en 2020 de sa fonction de PDG de YG Entertainment, étant mis en cause dans une affaire de paris illicites.

## Vie privée
En mars 2010, il se marie avec Lee Eun Joo du groupe Swi.T avec qui il était en couple depuis neuf ans. Le 5 août 2010, il attendait l'arrivée de son premier enfant, Yang Yoo-jin. Il aurait communiqué à la suite de cet événement : « Je n’arrive toujours pas à y croire. Je ferai de mon mieux pour élever ce bébé. Merci à tous ceux qui nous ont envoyé leurs vœux. ». En décembre 2011, il a été annoncé que le couple attend leur deuxième enfant.